# Historia LGBT en Irak
La historia LGBT en Irak se remonta a los primeros pueblos que habitaban la zona de Mesopotamia. Después de la ocupación británica, se establecieron leyes muy estrictas contra la sodomía. Estas leyes permitieron la discriminación, el acoso y el asesinato de miembros de la comunidad LGBT iraquí. Una vez que se logró la independencia de Irak, estas leyes aún se mantuvieron. En los últimos años, los líderes de Irak se han pronunciado sobre la reducción de las leyes contra la sodomía en el país. Independientemente de las leyes reducidas, la discriminación, el acoso y los asesinatos de miembros de la comunidad LGBT aún persisten.

## Mesopotamia antigua
En la Epopeya de Gilgamesh, que se compuso en el reino mesopotámico de Sumeria, algunos han considerado que la relación entre el protagonista principal Gilgamesh y el personaje Enkidu es de naturaleza homosexual.
El Šumma ālu, una tablilla acadia, incluye este código, donde considera la homosexualidad masculina de manera positiva:

Si un hombre copula con su igual por detrás, se convierte en el líder entre sus pares y hermanos.

En la antigua sociedad asiria, el Almanaque de Encantamientos presentaba oraciones que elogiaban la igualdad de amor entre parejas masculinas heterosexuales y homosexuales. Un hombre tenía derecho a visitar a cualquier prostituto homosexual o a acostarse con otro hombre, siempre que no se tratara de falsos rumores o violación. Sin embargo, un hombre que asumía el papel de sumiso era percibido negativamente en la antigua Mesopotamia.
Un particular código legal asirio de Aššur, que data del 1075 a. C., condena la violación homosexual o el sexo forzado. Habla de un "señor" (alta figura social en la comunidad) y su "vecino" (alguien de igual estatus social):

Si un señor [un hombre asirio] se acuesta con su prójimo [otro ciudadano], después de haberlo procesado (y) condenado [el primer ciudadano], se acostarán con él (y) lo convertirán en un eunuco.

## Islam y época medieval
El Islam se convirtió en una religión importante en la región luego de la primera conquista árabe de la región en el siglo VII. Sin embargo, a pesar del carácter prohibitivo de la doctrina islámica contra la homosexualidad, la presencia de homosexuales en la región continúa hasta el presente.
A principios de la era Safavid (1501-1723), cuando el imperio safávida gobernó Mesopotamia entre 1508 y 1533, las casas de prostitución masculina (amrad khane) estaban legalmente reconocidas y pagaban impuestos.

## Normas otomanas y británicas
En 1858, el Imperio Otomano, que gobernaba el área del actual Irak como parte de la provincia otomana de Irak, abolió sus leyes de sodomía existentes. La asunción del control de los tres vilayetos de la provincia por parte de los británicos (como un mandato de la Sociedad de Naciones conocido como el Mandato Británico de Mesopotamia) impuso leyes contra la sodomía en la provincia que permanecerían mucho después de la independencia en 1932.

## Era baazista
Si bien la ley de sodomía de la era británica puede haber existido todavía en Irak después de 1932, el Código Penal de 1969 promulgado por los baazistas solo prohibía la actividad sexual que involucrara adulterio, incesto, actos públicos, prostitución, engaño o fuerza o personas menores de dieciocho años. La homosexualidad no era, per se, un delito penal.
Desde la promulgación del Código Penal vigente entre 1969 y 2001, las fuerzas de seguridad iraquíes tenían un margen considerable, según el código penal, para hostigar, encarcelar o incluso ejecutar a cualquier persona que se considerara una amenaza para la seguridad nacional o la moralidad pública. Las personas LGBT podrían ser acosadas, encarceladas o chantajeadas para convertirse en espías del régimen. No se permitió que existiera ninguna organización de derechos LGBT en Irak, y las leyes diseñadas para discriminar específicamente a las personas LGBT comenzaron a aparecer en la década de 1980. En el verano de 1993 se introdujo la educación religiosa obligatoria en las escuelas iraquíes. Se cerraron los clubes nocturnos acusados de albergar prostitutas y se enmendó la constitución para incluir la pena de muerte por homosexualidad.
La Ley Iraquí sobre el Estatuto Personal se modificó en la década de 1980 para permitir específicamente que una esposa se divorcie de su esposo en los casos en que el esposo sea culpable de una relación homosexual. La práctica del "crimen de honor" también se legalizó en el código de derecho de familia, lo que significaba que un miembro de la familia podía matar a las personas LGBT por traer "vergüenza" o "deshonra" a la familia.
Cuando la pandemia del VIH/SIDA llegó a Irak en 1986, Saddam Hussein creyó que la enfermedad podía propagarse por contacto casual y, por lo tanto, ordenó que todos los iraquíes con la enfermedad fueran reubicados en una prisión especial. La ignorancia generalizada sobre la enfermedad significaba que todos los iraquíes con hemofilia, junto con los homosexuales, a menudo eran sospechosos de portar la enfermedad.
Después de la guerra con Irán, Saddam Hussein sintió la necesidad de aumentar su apoyo entre los iraquíes con valores sociales islámicos más tradicionalistas. Una de las formas en que el gobierno logró esto fue a través de una fuerte y pública oposición a las personas LGBT. En las Naciones Unidas, la delegación iraquí citó la religión en ese momento como su razonamiento para oponerse a los esfuerzos para que el organismo internacional apoye los derechos LGBT. Esto fue parte de una campaña más amplia para remodelar la imagen de Saddam Hussein de laico a campeón de la moralidad islámica tradicional.
En 1995, Saddam Hussein creó una nueva unidad militar llamada Fedayines de Sadam ("Hombres de sacrificio de Saddam") para castigar a los iraquíes cuyo comportamiento o estilo de vida se consideraba que violaba las costumbres islámicas tradicionales. Este grupo operaba de manera similar a un Mutaween armado (policía religiosa) y, a menudo, organizaba torturas públicas y ejecuciones de personas LGBT como mujeres que tenían relaciones sexuales fuera del matrimonio.
En 1999, comenzó a circular una leyenda urbana de que el gobierno iraquí prohibió la serie de televisión y el largometraje de South Park porque mostraba a Saddam Hussein involucrado en una relación homosexual con Satanás. Si bien la película no habría sido aprobada por la junta de censura iraquí, los cineastas occidentales no intentaron exhibir películas en Irak debido a las sanciones económicas.
El 30 de octubre de 2001 fue promulgada la Resolución IRCC 234 de 2001 que estableció la pena de muerte por adulterio, estar involucrado en la prostitución y cualquier persona que "cometa el delito de sodomía con un hombre o una mujer o que viole el honor de un hombre o una mujer sin su consentimiento y bajo amenaza de armas o por la fuerza de manera que la vida de la víctima (hombre o mujer) esté amenazada".

## Ocupación de Irak y años posteriores (2003-presente)
Cuando el director ejecutivo de la Autoridad Provisional de la Coalición, Paul Bremer, tomó el control de Irak en 2003, emitió una serie de decretos que restauraron el código penal iraquí a su edición original de 1969, abolieron la pena de muerte (que el gobierno iraquí recién formado restauró en 2005) y eliminó la mayoría de las restricciones a la libertad de expresión y reunión.
El 5 de febrero de 2006, IRIN emitió un informe titulado "Irak: la homosexualidad masculina sigue siendo un tabú". El artículo afirmaba, entre otras cosas, que los "crímenes de honor" cometidos por iraquíes contra un miembro gay de la familia son comunes y gozan de cierta protección legal. El artículo también afirmaba que la enmienda de 2001 al código penal que estipulaba la pena de muerte por homosexualidad "no ha cambiado", incluso Paul Bremer ordenó claramente que el código penal volviera a su edición original de 1969.
Desde 2005, ha habido informes de que la Organización Badr de la Asamblea Suprema Islámica de Irak ha estado involucrado en campañas de escuadrones de la muerte contra ciudadanos LGBT iraquíes, y que el Gran Ayatolá Ali al-Sistani los apoya en estas políticas. Nuevos ataques bárbaros, con 90 víctimas, fueron reportados en los primeros meses de 2012. Estos informes parecen provenir de una fatwa emitida por Ali al-Sistani que afirma que tanto la homosexualidad como el lesbianismo están "prohibidos" y que deben ser "castigados, de hecho, asesinados. Las personas involucradas deben ser asesinadas mediante la forma más severa de matar".
Los primeros borradores en inglés de la constitución iraquí de 2005 contenían una disposición que afirmaba que ninguno de los derechos o libertades protegidos en la Constitución se aplicaría a los "desviados". Las revisiones posteriores de la Constitución iraquí eliminaron la cláusula de desviaciones. Varias cláusulas a lo largo del documento revisado afirman que el Islam será el fundamento de la ley y que varias libertades civiles estarán limitadas por la "moralidad pública".
Los llamados "asesinatos de emos", en los que hasta 70 adolescentes acusados de homosexualidad por su ropa fueron asesinados por escuadrones de la muerte chiitas en 2012, fueron condenados por grupos de derechos humanos fuera de Irak.
En marzo de 2015 fue fundada IraQueer, la primera agrupación dedicada exclusivamente a personas LGBT del país. En 2012 la organización Rasan —fundada en 2004 en Solimania como una agrupación feminista— comenzó a incorporar también la defensa de las personas LGBT como sus objetivos, especialmente en la zona del Kurdistán iraquí.